# 柚月彩那
柚月 彩那（ゆづき あやな、1993年3月12日 - ）は、日本の女優、グラビアアイドル、プロ雀士。千葉県出身。

## 経歴
- 2014年、フリーランスでグラビアアイドルとしてデビュー。
- 2015年、ミスアクション2016オーディションに参加し、ファイナルに進出。[3]
- 2016年2月、エンターマックスプロモーションに入所。この際、活動名義を夏見あやなから現活動名の柚月彩那へと変更。[4]
- 2016年11月、舞台「Stand Up Girls」に初出演。
- 2018年11月、YAグラ姫2019オーディションファイナルに進出。[5]
- 2020年2月、エンターマックスプロモーションを退所。以降はフリーランスとして活動。
- 2021年7月、日本プロ麻雀協会に入会。
- 2022年5月、秋葉原のメイドバー・わんちゃんすの店長に就任[6]。

## 人物
- 撮影会で着用する水着は自らビキニを手作りすることが多い。
- 愛称は「ゆづぱい」。
- 麻雀を始めたきっかけは竹書房「近代麻雀水着祭」への出演。「『麻雀』って名前がつくのに、私何にもしらないなって思って、ちょっと勉強していこう」と始め、次第にはまっていったという[6]。

## イメージDVD
- グラドル自撮り動画集～おうちグラビア！（2020年8月25日、CLASSICA）他出演：岩本和子、加藤圭子、雨宮奈生、釘町みやび、須永ちえり、北見えり、美東澪、ほしのうめ、白葉まり、国友愛佳、大門みやこ、来栖うさこ
- Japan Looner Girls Collection Vol.13（2025年5月28日、クレイン）他出演：秋本翼、ムチ天使えまにゃん、北川瑠夏　※ BDのみ